# Hadena perdita
Hadena perdita là một loài bướm đêm trong họ Noctuidae.